# Trud
Trud (Þrúðr) er i nordisk mytologi Thor og Sifs datter og søster til Modi.
Hun er halvsøster til Thors søn Magni, som han har med Jernsaxa og Sifs søn Ull.
Trud skulle have ægtet en dværg ved navn Alviss. Men da han kom til Asgård ville Thor have at han skulle bevise sit værd (sin visdom). Da dette stod på til efter solopgang, og da solens stråler ramte ham, blev han forvandlet til sten, og Trud forblev ugift.
Trud er også navnet på en af valkyrierne, der serverer øl til einherjer i Valhal (Grímnismál, stanza 36). De to er muligvis den samme figur.
Trud er desuden en af hovedpersonerne i Lars-Henrik Olsens roman Erik Menneskesøn.